# Chequamegon-Nicolet National Forest
Der Chequamegon-Nicolet National Forest ist ein 6.194 km² großer National Forest in Wisconsin. Er besteht aus dem Chequamegon National Forest (3.504 km²) und dem Nicolet National Forest (2.690 km²), welche beide 1933 eingerichtet und 1998 zusammengelegt wurden. Wie alle National Forests ist er im Bundesbesitz und wird intensiv forstwirtschaftlich genutzt.
Innerhalb des Gebietes gibt es diverse Freizeit- und Erholungsangebote. Neben mehreren Campingplätzen bietet der Wald viele Gelegenheiten zum Angeln und für die Jagd. Im Winter ist das Gebiet für verschiedene Wintersportaktivitäten nutzbar.

## Flora und Fauna
Durch die verschiedenen Landschaftsformen, wie Wälder, Hochmoore, Wiesen, Seen und Flüsse des Gebietes, beherbergt es eine Vielzahl an Pflanzen- und Tierarten. Der Primärwald wurde bis Anfang des 19. Jahrhunderts weitgehend abgeholzt. Ein Großteil wurde erst in den 1930er Jahren durch das Civilian Conservation Corps wieder aufgeforstet.
Häufig vorkommende Laubbaumarten sind Ahornarten, wie Zucker-Ahorn, Rot-Ahorn oder Vermont-Ahorn, Eichenarten, wie Amerikanische Weiß-Eiche und Färber-Eiche. Großzähnige Pappel, Buchen, Amerikanische Linde und Papier-Birke sind ebenfalls nicht ungewöhnlich. 
Die Nadelgehölze bestehen hauptsächlich aus Banks-Kiefer, Weiß-Fichte und Balsam-Tanne, aber auch die Kanadische Hemlocktanne und der Abendländische Lebensbaum kommen vor.
Der Bodenbewuchs setzt sich aus Heidelbeeren, Himbeeren, Brombeeren, Moosbeeren, Felsenbirnen, Farnen, Laubmoosen und Pilzen zusammen. An den Flüssen und Seen sind Rohrkolben weitverbreitet. Zudem kommt eine Vielzahl an Wildblumen vor.
Im Nationalforst leben unter anderem der Amerikanische Schwarzbär, der Weißwedelhirsch, der Nordamerikanische Fischotter und Streifenhörnchen. Wapiti und Wolf wurden wieder angesiedelt. Häufig vorkommende Vogelarten sind Truthuhn, Raufußhühner, Rotkardinal, Helmspecht und Weißkopfseeadler. Die Seen und Flüsse sind fischreich. Hier kommen unter anderem Muskellunge, Glasaugenbarsch und Hecht vor.

## Schutzgebiete innerhalb des Waldes
Zum National Forest gehören fünf Totalreservate, die als Wilderness Area ausgezeichnet sind:
- Blackjack Springs Wilderness
- Headwaters Wilderness
- Porcupine Lake Wilderness
- Rainbow Lake Wilderness
- Whisker Lake Wilderness

Mit der Moquah Barrens Research Natural Area befindet sich ein National Natural Landmark im National Forest.

## Bilder

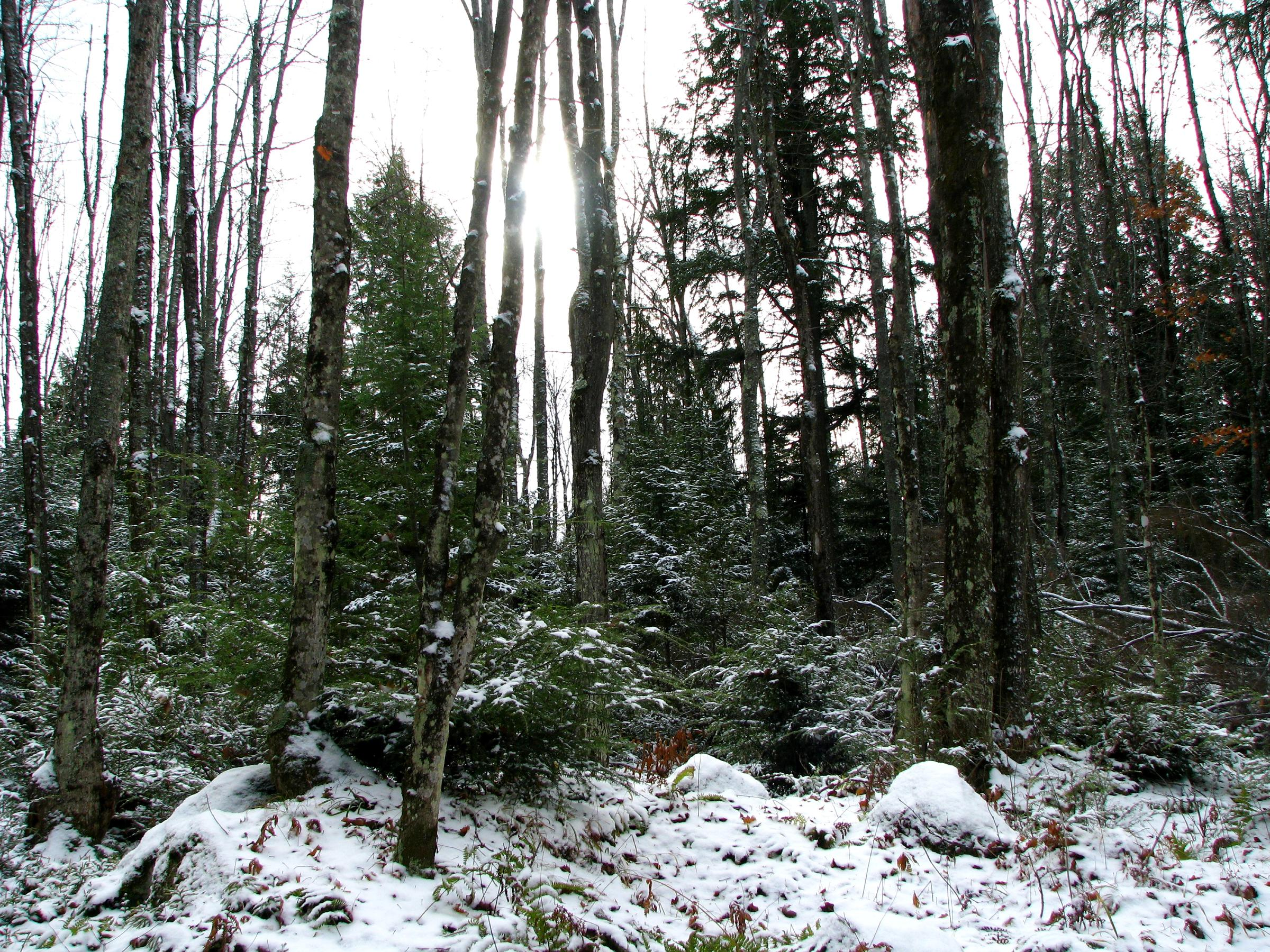
Das Gebiet im November
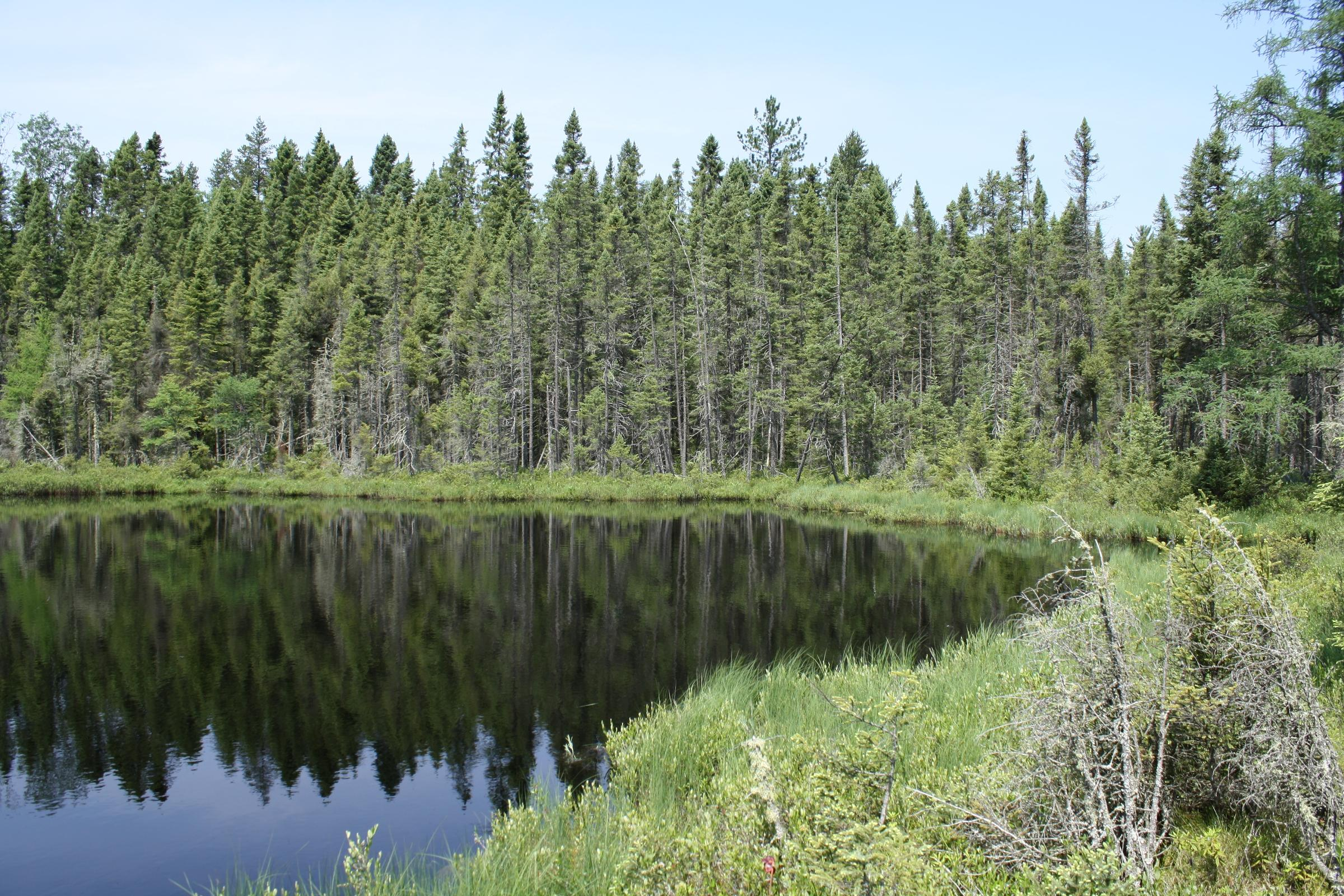
Die Blackjack Springs Wilderness
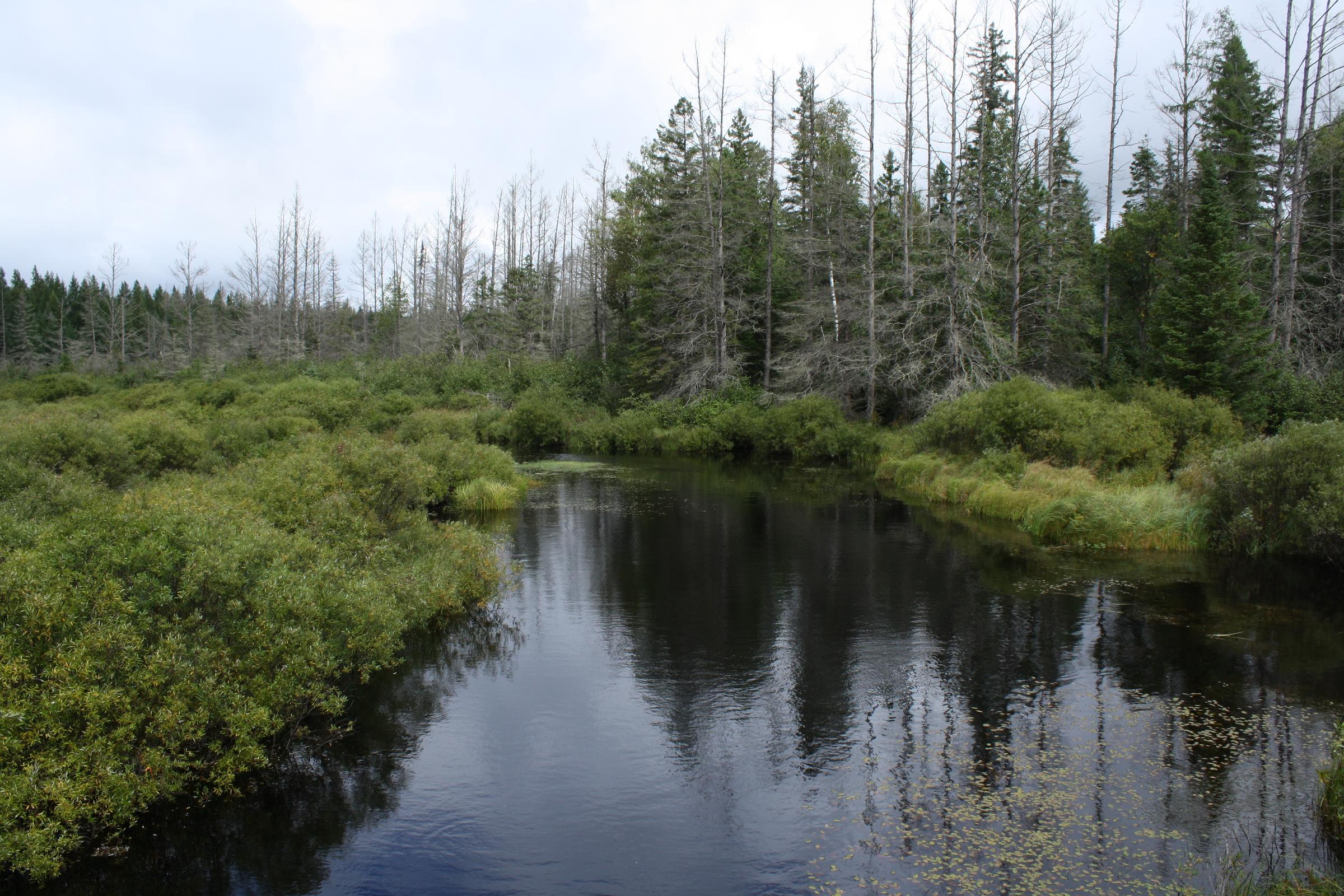
Die Headwater Wilderness
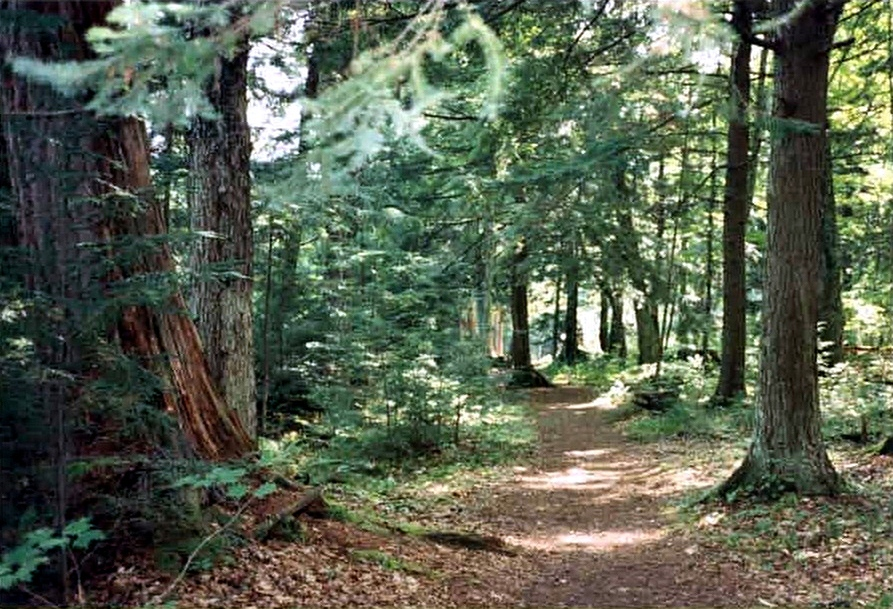
Der Hidden Lakes Trail